# Папир, Роза
Роза Папир (нем. Rosa Papier, в замужестве Паумгартнер; 18 сентября 1859, Баден-под-Веной, Австрийская империя — 9 февраля 1932, Вена) — австрийская оперная певица (меццо-сопрано) и музыкальный педагог. Жена музыковеда Ганса Паумгартнера, мать Бернхарда Паумгартнера.

## Биография
Роза Папир родилась в 1859 году. Ученица Матильды Маркези. В 1881—1891 годах пела в Венской придворной опере; среди лучших партий Папир — Амнерис в «Аиде» и Азучена в «Трубадуре» Верди. Широко гастролировала по Германии и Голландии, исполняла, помимо оперных ролей, песни Шуберта, Шумана, Брамса.
В 1891 году по болезни оставила сцену и в 1892 году заняла пост профессора вокала в Венской музыкальной академии; среди учениц Розы Папир — Анна Бар-Мильденбург, Роза Паули, Ольга Бауэр-Пилецка и другие известные певицы.